# 夏世富
夏世富（1959年—），四川蓬溪人，汉族，中华人民共和国政治人物、第十一届全国人民代表大会解放军代表。
毕业于陆军指挥学院合同指挥专业，是中共党员。担任济南军区60摩步旅副旅长。2008年起担任全国人大代表。